# 2. slovenská fotbalová liga 1995/1996
V soubojích 2. ročníku 2. slovenské fotbalové ligy 1995/96 se utkalo 16 týmů dvoukolovým systémem podzim–jaro.
Nováčky soutěže se staly týmy MŠK Žilina (sestup z 1. ligy) a 4 regionální vítězové 3. ligy: FC Tatran Devín, PFK Piešťany, FC Tauris Rimavská Sobota a FK Kalcit VTJ Rožňava. Vítězem a zároveň i postupujícím do 1. ligy se stal tým FC Artmedia Petržalka. S ním postupovaly kvůli rozšiřování 1. ligy týmy MŠK Žilina, FC Tauris Rimavská Sobota a FC Spartak ZŤS Dubnica n/V. Pátý tým v pořadí Slovan Poľnohospodár Levice hrál baráž o 1. ligu s posledním mužstvem 1. ligy MŠK Petrimex Prievidza, ovšem po výsledcích 1:2 doma a 0:5 venku nakonec nepostoupil.
Do 3. ligy nesestupoval nikdo přímo. Poslední dvě mužstva soutěže FK Kalcit VTJ Rožňava a ŠKP Bratislava totiž hráli baráž s mužstvy, která se umístila na druhých místech příslušných regionálních skupin 3. ligy. FK Kalcit VTJ Rožňava v zápasech s FK Bukóza Vranov nad Topľou neuspěl a po výsledcích 1:2 doma a 0:3 venku sestoupil. Naopak tým ŠKP Bratislava v zápasech s TJ Iskra Matador Bratislava uspěl a po výsledcích 3:0 doma a 2:0 venku se ve 2. lize udržel.

## Konečná tabulka
| Poř. | Tým                           | Z  | V  | R  | P  | VG | OG | B  |
| ---- | ----------------------------- | -- | -- | -- | -- | -- | -- | -- |
| 1.   | FC Artmedia Petržalka         | 30 | 19 | 6  | 5  | 54 | 29 | 63 |
| 2.   | MŠK Žilina                    | 30 | 17 | 5  | 8  | 57 | 27 | 56 |
| 3.   | FC Tauris Rimavská Sobota     | 30 | 15 | 9  | 6  | 41 | 17 | 54 |
| 4.   | FC Spartak ZŤS Dubnica n/V    | 30 | 13 | 10 | 7  | 48 | 35 | 49 |
| 5.   | Slovan Poľnohospodár Levice   | 30 | 15 | 3  | 12 | 41 | 42 | 48 |
| 6.   | MŠK Ružomberok                | 30 | 14 | 5  | 11 | 54 | 44 | 47 |
| 7.   | ŠK Matador Púchov             | 30 | 12 | 9  | 9  | 44 | 27 | 45 |
| 8.   | FC Tatran Devín               | 30 | 11 | 6  | 13 | 38 | 48 | 39 |
| 9.   | FK Ozeta Dukla Trenčín        | 30 | 10 | 7  | 13 | 41 | 42 | 37 |
| 10.  | ŠK Tesla Slovstav Stropkov    | 30 | 10 | 7  | 13 | 33 | 37 | 37 |
| 11.  | FC Vráble                     | 30 | 10 | 5  | 15 | 32 | 56 | 35 |
| 12.  | PFK Piešťany                  | 30 | 10 | 4  | 16 | 36 | 47 | 34 |
| 13.  | TJ ŠM Gabčíkovo               | 30 | 8  | 9  | 13 | 36 | 42 | 33 |
| 14.  | Slavoj Poľnohospodár Trebišov | 30 | 10 | 3  | 17 | 25 | 31 | 33 |
| 15.  | FK Kalcit VTJ Rožňava         | 30 | 8  | 8  | 14 | 23 | 56 | 32 |
| 16.  | ŠKP Bratislava                | 30 | 7  | 6  | 17 | 30 | 53 | 27 |

Poznámky
- Z = Odehrané zápasy; V = Vítězství; R = Remízy; P = Prohry; VG = Vstřelené góly; OG = Obdržené góly; B = Body

|  | postup do 1. ligy 1996/97                                             |
|  | neúspěšná baráž o 1. ligu (prohra 1:2 a 0:5 s MŠK Petrimex Prievidza) |
|  | sestup do 3. ligy 1996/97                                             |